# Quy Nhon
Quy Nhon (vietnamsky: Quy Nhơn) je hlavní město provincie Bình Định v centrálním Vietnamu. Dělí se na 16 městských a 5 venkovských obvodů o celkové ploše 286 km². Roku 2009 měl 280 900 obyvatel. Tradičně bylo hospodářství města postaveno na zemědělství a rybářství. V posledních letech probíhá znatelný posun ve prospěch sféry služeb a turistiky.
Oficiálně bylo město založeno před více než sto lety, nicméně jeho historie sahá až do 11. století, tehdy ještě ve státě Čampa. Město je známo jako rodiště císaře Nguyen Hue v 18. století a ve dvacátém století za americko-vietnamské války jako místo důležité americké základny.
Dnes je Quy Nhon ekonomicky rozvinuté město. Vietnamská vláda ho zařadila mezi tři hlavní (s Danangem a Nha Trangem) turistická centra jižní části centrálního pobřeží Vietnamu.